# Zgrupowanie „Żubr”

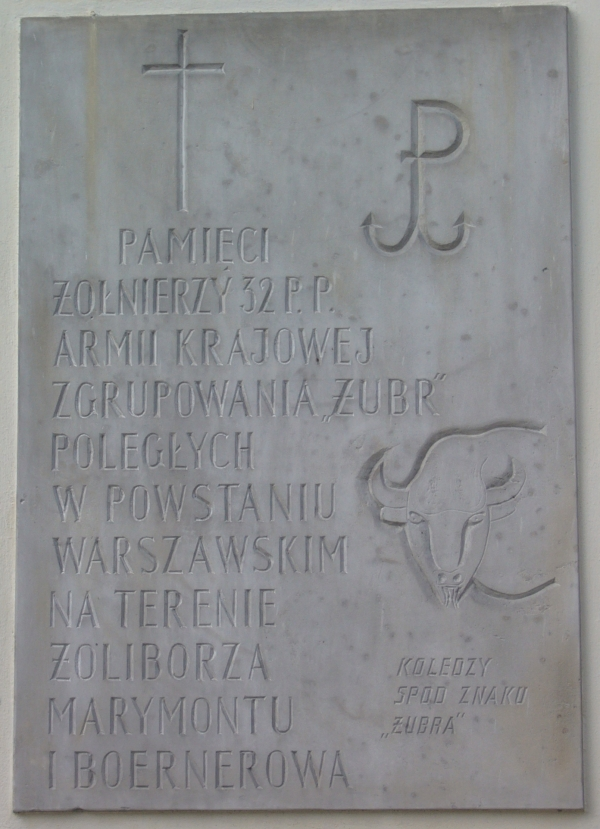
Tablica poświęcona pamięci poległych żołnierzy zgrupowania AK „Żubr”, umieszczona na ścianie kościoła pw. Matki Boskiej Królowej Polski przy ul. Gdańskiej

Zgrupowanie „Żubr” – oddziały bojowe Armii Krajowej Rejonu 3 – Bielany „XXII-3” Obwodu Żoliborz ZWZ-AK, działające od 1941 w okresie okupacji niemieckiej w Polsce, jako struktury Rejonu 3 – Bielany, oraz biorące od 1 sierpnia 1944 udział w walkach w okresie powstania warszawskiego. Oddziały te walczyły na Bielanach, w Puszczy Kampinoskiej, oraz na Marymoncie walczące w okresie powstania warszawskiego w obwodzie „Żywiciel”.

## Organizacja 31 lipca 1944
Dowództwo
- Komendant Rejonu – mjr Władysław Nowakowski „Żubr”;
- Zastępca – kpt. Władysław Klęk „Romański”;
- I adiutant – ppor. Jan Olejniczak „Dąb”;
- II adiutant – ppor. Czesław Siudziński „Czech”;
- Kwatermistrz – por. Henryk Kokoszkiewicz „Kotwicz”;
- Szef kancelarii – pchor. NN „Adaś”;
- Oficer informacyjny – ppor. inż. Stefan Nowicki „Bolek”;
- Oficer broni – chor. Władysław Karliński „Hilary”;
- Oficer żywnościowy – st. sierż. Antoni Janicki „Rakowski”;
- Lekarz – por. lek. Mieczysław Czyżewski „Radwan”; zastępca – por. lek. Stanisław Malewski „Bolesta”;
- Oficer łączności – sierż. Kazimierz Zarzycki „Wariag”;
- WSOP – sierż. Kazimierz Nurowski „Łysy”;
- Pluton łączności – sierż. Kazimierz Zarzycki „Wariag”;
- Pluton saperów – por. Władysław Czerny „Olszyna”
- Pluton lotniskowy „01-1” (przydz. na „W”) – ppor. Konstanty Kiersnowski „Gedroyć”;

Oddziały
- I Zgrupowanie – dowódca ppor. Stanisław Rudowicz „Brzoza”; zastępca ppor. Władysław Czerny „Olszyna”[1];
  - Pluton 211 – dowódca chor. Antoni Pietrzak „Stach”;
  - Pluton 213 – dowódca ppor. Grochowski „Żaba”;
  - Pluton 214 – dowódca st. sierż. Zbigniew Żabost „Sterz”;
- II Zgrupowanie – dowódca ppor. rez. Jerzy Terczyński „Starża”;
  - Pluton 212 – dowódca plut. pchor. Czesław Kubzdela „Kuba”;
  - Pluton 237 – dowódca sierż. pchor. inż. mech.Jerzy Mieczyński „Dunin”;
  - Pluton 239 – dowódca ppor. inż. elek. Zdzisław Grunwald „Zych”;
- III Zgrupowanie – dowódca ppor. cz. woj. Jerzy Zdrodowski „Kwarciany”; zastępca – por. Stanisław Bartosik „Twardy”; szef – sierż. Stanisław Pierściński „Wojciech”;
  - Pluton 247 – dowódca ppor. Dionizy Sybicki „Świr”;
  - Pluton 248 – dowódca ppor. Lucjan Reiner „Elar”;
  - Pluton 249 – dowódca ppor. Roman Lisowski „Pejka”;
  - Pluton 250 – dowódca ppor. rez. piech. Józef Nycz „Czyn”;
- IV Zgrupowanie – dowódca por. Marian Redwan „Ojciec Marian”;
  - Pluton 255 – dowódca ppor. Stefan Stryjek „Zawisza”;
  - Pluton 256 – dowódca ppor. Jerzy Dmochowski „Jur”;
- V Zgrupowanie WSOP – dowódca sierż. Aleksander Nurowski „Łysy”;
  - Pluton 291 – dowódca strz. Wacław Jaworski „Rymwid”, „Ryszard”[2];
  - Pluton 292 – dowódca NN „Zych”[3];.

## Szlak bojowy

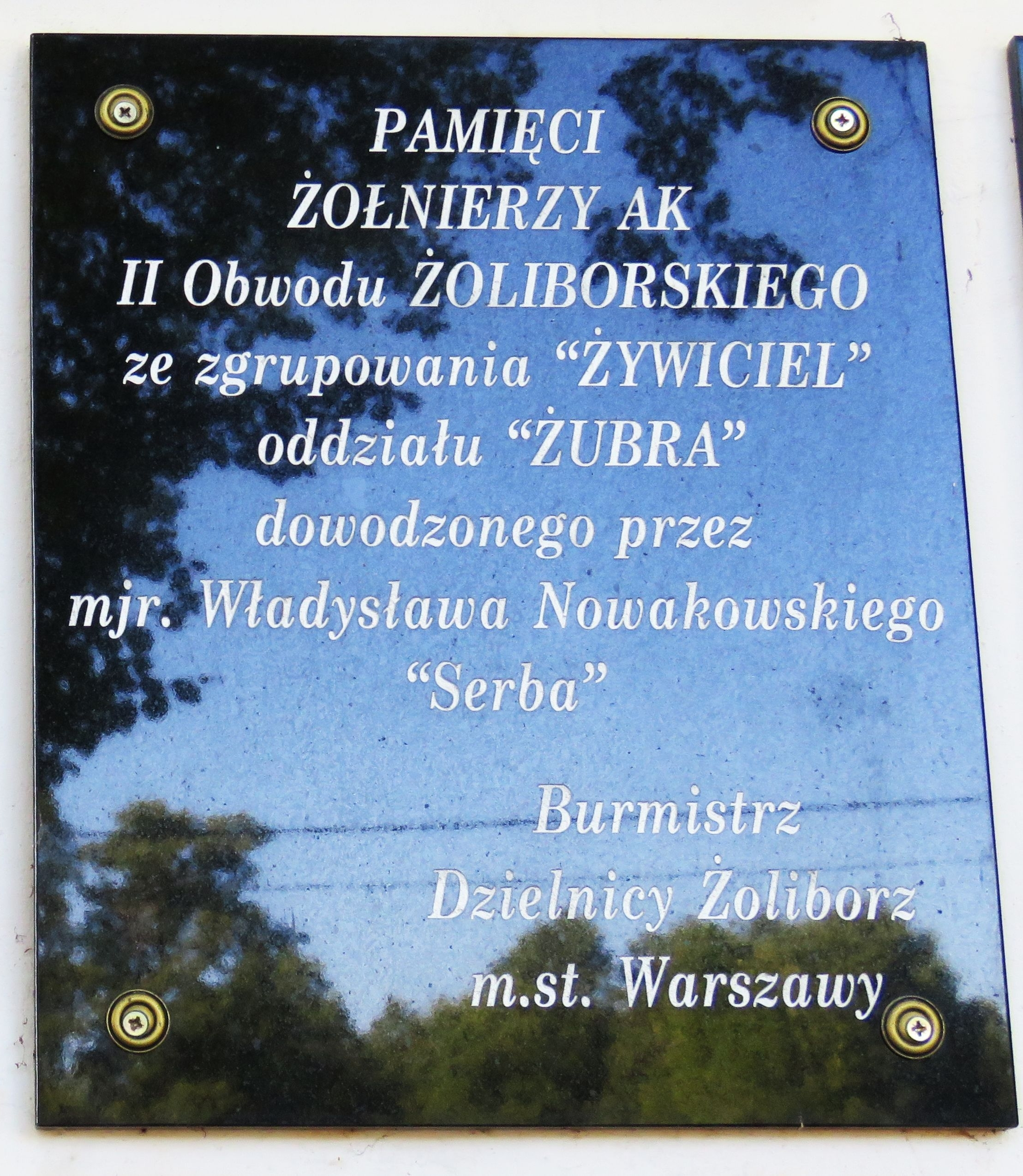
Tablica na murze kościoła w Wierszach, upamiętniająca żołnierzy Zgrupowania „Żubr”

Miejscem koncentracji zgrupowania w dniu 1 sierpnia były domy jednorodzinne przy ul. Żeromskiego na Marymoncie. Oddziały „Żubra” na godzinę „W” miały wyznaczone następujące cele do zdobycia:
- Centralny Instytut Wychowania Fizycznego – CIWF (dzisiejszy AWF przy ul. Marymonckiej)
- obóz Wehrmachtu „Waldlager” mieszczący się w Lasku Bielańskim wraz z tamtejszym klasztorem księży Marianów

Przedwczesny wybuch walk między żandarmami niemieckimi a żołnierzami zgrupowania „Żniwiarz” odebrało żoliborskim oddziałom, a tym samym żołnierzom „Żubra”, siłę jaką jest zaskoczenie przeciwnika. W zaistniałych okolicznościach rozpoczęte już ok. 14.30 natarcie na Waldlager przez 2. kompanię por. „Kwarcianego” załamało się. Wskutek bardzo słabego uzbrojenia oddziałów powstańczych, podobnie działo się z właściwymi atakami o godz. 17.00. Zostały one przeprowadzone od strony ul. Marymonckiej oraz od ul. Podleśnej siłami kompanii 2. i 3. Kompania 1. w ogóle nie włączyła się do walki i po godz. „W” udała się z ul. Podleśnej na górny Marymont. W walce udało się zdobyć 2 ciężarówki ze znaczną ilością amunicji i broni na ulicy Schroegera. Oddziały atakujące na wyznaczone cele już pierwszego dnia poniosły dotkliwe straty. Na rozkaz Żywiciela zgrupowanie opuściło rejon walk i skierowało się w rejon Puszczy Kampinoskiej. W czasie marszu kompania por. „Starży” została zdziesiątkowana przez stacjonujące na Boernerowie oddziały dywizji pancernej „Hermann Göring”. Pozostałe kompanie przeszły do lasu bez większych strat.
Dnia 2 sierpnia zgrupowanie „Żubra” wróciło na Marymont i włączyło się tam do walk w rejonie ul. Zdobyczy Robotniczej (dzisiejsza ul. Żeromskiego) z oddziałami niemieckimi nacierającymi z Wawrzyszewa. Udało się odeprzeć atak. Oddziały „Żubra” wycofały się do puszczy, a na Marymont wróciły zaopatrzone w broń i amunicję zrzutową dopiero w połowie sierpnia zajmując pozycje w budynku Straży Pożarnej na rogu ul. Słowackiego i Potockiej.
W dniach 20 i 21 sierpnia część żołnierzy „Żubra” brała udział w natarciu na Dworzec Gdański celem połączenia Żoliborza ze Starówką.
W dniu 27 sierpnia przeprowadzono udane natarcie na silnie bronioną przez Niemców szkołę przy ul. Kolektorskiej oraz na Szkołę Gazową przy ul. Gdańskiej. Zdobyto broń i amunicję. 28 sierpnia część kompanii por. „Kwarcianego” przeprowadziła udany atak na olejarnię również przy ul. Kolektorskiej. Punkt ten był utrzymany do 14 września.
Następnie punktem obronnym stała się siedziba straży pożarnej na rogu ulic Potockiej i Słowackiego. Po zmasowanych atakach niemieckich, oddziały „Żubra” wraz z ludnością cywilną wycofały się z tej reduty dnia 30 września w godzinach porannych. Udali się do szpitala powstańczego przy ul. Krechowieckiej 6 i dalej, pod silnym ostrzałem nieprzyjaciela, przez pl. Lelewela do „Szklanego domu” (róg ul. Mickiewicza i Bohomolca). Tego samego dnia „Żywiciel” otrzymał depeszę z dowództwa 1. Armii WP o możliwej ewakuacji oddziałów żoliborskich łodziami na prawy brzeg Wisły. Oddziały „Żubra” dostały rozkaz osłony ewakuacji z zajmowanych pozycji i dalej natarcia z Kępy Potockiej na Wał Wiślany. Już po rozpoczęciu natarcia obiecana ewakuacja została przesunięta o kilka godzin. Oddziały „Żubra” poniosły duże straty. Tego dnia wczesnym wieczorem dzielnica skapitulowała.
Straty zgrupowania „Żubr” w dniach 1 sierpnia – 30 września 1944 r.:
| Miejsce                      | polegli | %    |
| ---------------------------- | ------- | ---- |
| Boernerowo                   | 71      | 29,5 |
| Bielany, CIWF, Marymont      | 41      | 17,0 |
| Kampinos                     | 8       | 3,3  |
| Straż Pożarna, Szkoła Gazowa | 39      | 16,3 |
| ul. Kolektorska, olejarnia   | 27      | 11,2 |
| Wał Wiślany, Szklany Dom     | 28      | 11,6 |
| Inne miejsca walk            | 16      | 6,6  |
| Razem                        | 241     | 100  |